# Mason Taylor
Mason Taylor (Plantation, 8 maggio 2004) è un giocatore di football americano statunitense che milita nel ruolo di tight end per i New York Jets della National Football League (NFL).

## Carriera universitaria
Taylor trovò spazio in campo già nel suo primo anno a LSU nel 2022. Nella prima partita in carriera ricevette 4 passaggi per 34 yard. Nel decimo turno contro Alabama segnò la conversione da due punti della vittoria (dopo avere segnato un touchdown nel finale del quarto periodo). Fu la prima vittoria di LSU su Alabama dal 2010. Per questa prestazione fu premiato come debuttante della settimana della Southeastern Conference (SEC). La sua prima stagione si chiuse con 38 ricezioni per 414 yard e 3 touchdown in 14 presenze, di cui 13 come titolare, venendo inserito nella formazione ideale dei debuttanti della SEC dall'Associated Press e dagli allenatori. L'anno seguente ricevette 36 passaggi per 348 yard e un touchdown in 12 presenze, tutte come titolare. Nel 2024 fu inserito nella terza formazione ideale della SEC dagli allenatori dopo 55 ricezioni per 546 yard e 2 touchdown in 12 presenze, tutte come titolare.

## Carriera professionistica

### New York Jets
Taylor fu scelto nel corso del secondo giro (42º assoluto) del Draft NFL 2025 dai New York Jets.

## Vita privata
Taylor è il figlio del defensive end membro della Pro Football Hall of Fame Jason Taylor e nipote del linebacker membro della Pro Football Hall of Fame Zach Thomas.